# Clifton (Texas)
Clifton, mit dem Beinamen Norwegian Capitol of Texas, ist eine Stadt im Bosque County im US-Bundesstaat Texas in den Vereinigten Staaten. Das U.S. Census Bureau hat bei der Volkszählung 2020 eine Einwohnerzahl von 3465 ermittelt.

## Geographie
Die Stadt liegt am Bosque River im Süden des Countys, etwas östlich des geografischen Zentrums von Texas und hat eine Gesamtfläche von 5 km² ohne nennenswerte Wasserfläche.

## Geschichte
Im Winter 1852/53 ließen sich in dieser Gegend mehrere Siedler nieder und nannten den Platz Cliff Town in Anlehnung an die Kalksteinwände, die sie umgaben (engl.: Limestone Cliffs). Über die Jahre änderte sich der Name in Clifton. Ein Postbüro wurde 1859 eingerichtet und 1861 die erste Kirche erbaut.
1880 verlegte die Gulf, Colorado and Santa Fe Railway ihre Gleise südlich von Clifton und baute eine Haltestelle, worauf die Geschäftsleute und Händler näher an die Bahnstation zogen. In den folgenden Jahren verlagerte sich so die ganze Stadt. Zwischen 1890 und 1892 war Clifton auch Sitz der Countyverwaltung (County Seat).
Den Beinamen Norwegian Capital of Texas erhielt Clifton und die nähere Umgebung, da es Mitte des 19. Jahrhunderts fast ausschließlich von Norwegern und Deutschen besiedelt wurde.

## Demografische Daten
Nach der Volkszählung im Jahr 2000 lebten hier 3.542 Menschen in 1.296 Haushalten und 864 Familien. Die Bevölkerungsdichte betrug 716,0 Einwohner pro km². Ethnisch betrachtet setzte sich die Bevölkerung zusammen aus 86,02 % weißer Bevölkerung, 3,36 % Afroamerikanern, 0,34 % amerikanischen Ureinwohnern, 0,17 % Asiaten, 0,00 % Bewohnern aus dem pazifischen Inselraum und 8,98 % aus anderen ethnischen Gruppen. Etwa 1,13 % waren gemischter Abstammung und 18,83 % der Bevölkerung waren spanischer oder lateinamerikanischer Abstammung.
Von den 1.296 Haushalten hatten 31,9 % Kinder unter 18 Jahre, die im Haushalt lebten. 54,2 % davon waren verheiratete, zusammenlebende Paare. 9,9 % waren allein erziehende Mütter und 33,3 % waren keine Familien. 31,3 % aller Haushalte waren Singlehaushalte und in 20,4 % lebten Menschen, die 65 Jahre oder älter waren. Die Durchschnittshaushaltsgröße betrug 2,46 und die durchschnittliche Größe einer Familie belief sich auf 3,09 Personen.
25,0 % der Bevölkerung waren unter 18 Jahre alt, 6,6 % von 18 bis 24, 22,3 % von 25 bis 44, 18,9 % von 45 bis 64, und 27,2 % die 65 Jahre oder älter waren. Das Durchschnittsalter war 42 Jahre. Auf 100 weibliche Personen aller Altersgruppen kamen 81,6 männliche Personen. Auf 100 Frauen im Alter von 18 Jahren und darüber kamen 75,1 Männer.

Das jährliche Durchschnittseinkommen eines Haushalts betrug 29.867 USD, das Durchschnittseinkommen einer Familie 41.548 USD. Männer hatten ein Durchschnittseinkommen von 27.472 USD gegenüber den Frauen mit 25.154 USD. Das Prokopfeinkommen betrug 14.823 USD. 12,7 % der Bevölkerung und 9,6 % der Familien lebten unterhalb der Armutsgrenze. Davon waren 14,0 % Kinder und Jugendliche unter 18 Jahren und 20,0 % waren 65 oder älter.

## Söhne der Stadt
- Edward Gauntt (* 1955), Opernsänger
- Dan Campbell (* 1976), Footballtrainer und Spieler
- PJ Ramirez (* 1991), Filmkomponist